# Río Erecia
El río Erecia o Erecía es un curso fluvial de Cantabria (España) perteneciente a la cuenca hidrográfica del Saja-Besaya. Tiene una longitud de 10,812 kilómetros, con una pendiente media de 7,0º. Su curso se incluye en el parque natural Saja-Besaya, sirviendo de base para rutas de senderismo y fluyendo a lo largo de la vaguada de Monte Canales. En el término municipal de Molledo el Erecia se une al Besaya. De su nombre, Er- parece remitir a "río".
Junto al río, en Silió, hay una ermita románica, a 250 m s. n. m. Su curso constituye un coto de pesca desde su cabecera hasta el puente de Silió.